# 红蛹笔螺
红蛹笔螺（学名：Vexillum coccineum），是新腹足目蛹笔螺科蛹笔螺属的一种。主要分布于马来西亚、中国大陆、台湾，常栖息在浅海沙底、潮下带。